# Kozlík
Kozlík (niem. Kuischenberg, 787 m n.p.m.) – wzniesienie w Czechach, w południowej części Gór Kruczych, w Sudetach Środkowych.